# Komainu

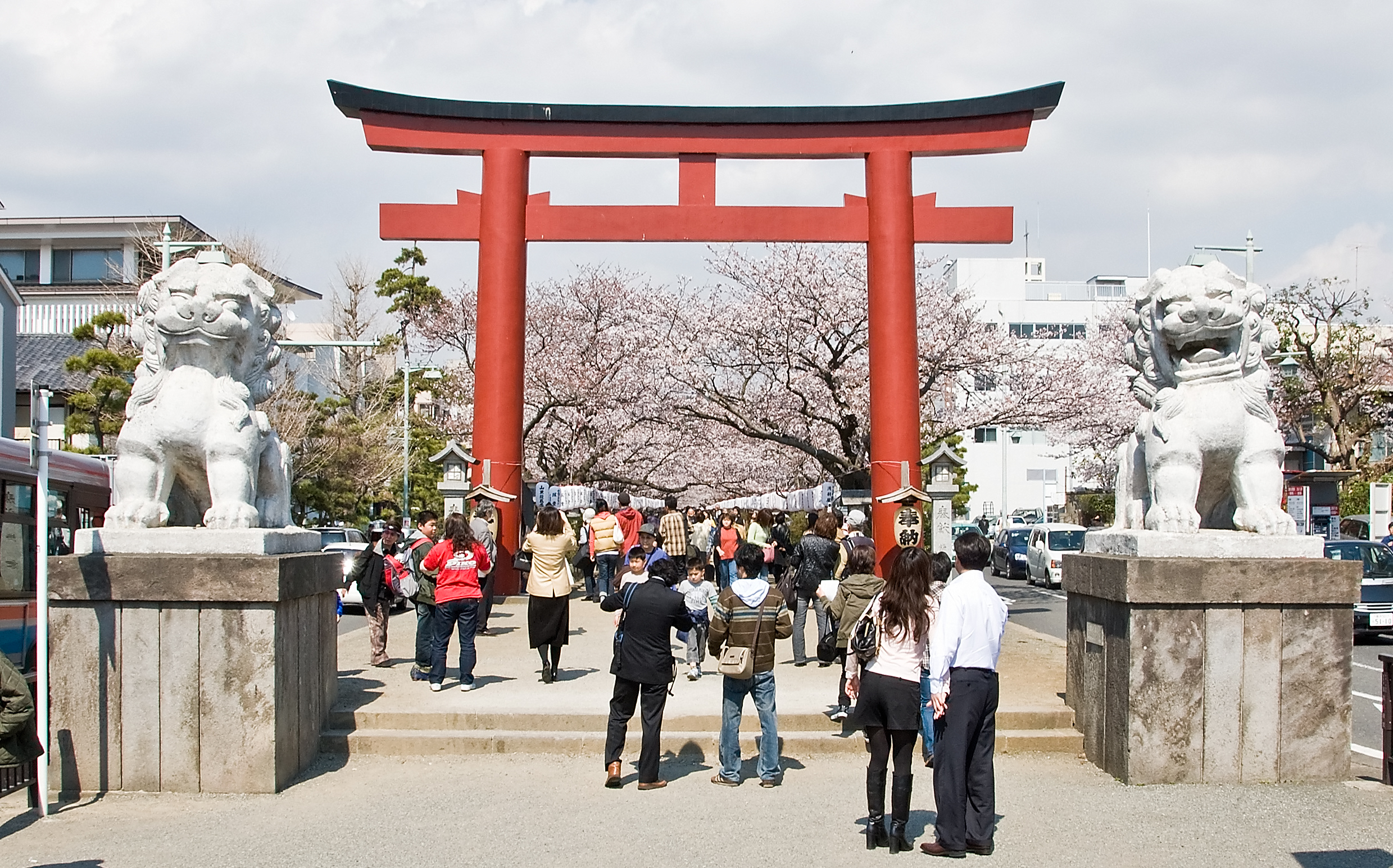

A komainu (狛犬, ’„koreai kutyák”’) oroszlán formájú mitikus szörnyek, amelyeknek kő-, bronz- vagy faszobrai mindig párosával állnak némely japán buddhista templomok és főleg sintó szentélyek kapujának egy-egy oldalán, egyik ordításra tátott, másik csukott szájjal, a gonoszt elijesztendő. Festett (sárga, zöld), művészi agyagszobrocskákként az otthoni bucudan vagy kamidana oltáron is megtalálhatók, mütyürke (jáde, zsírkő) változataik pedig többek között pecsétnyomófejek. A Heian-korban (794–1185) kerültek át az ázsiai kontinensről, és legelőbb a baldachinos császári ágy (csódai) díszes támasztékául szolgáltak. Emlegetik sisiként (’oroszlán’) s a nyugati műtörténészek „fókutyaként” is, lévén a Fo a Buddha kínai neve.